# Ширакская епархия
Ширакская епархия Армянской Апостольской церкви (арм. Շիրակի թեմ) — действующая епархия Армянской Апостольской церкви Эчмиадзинского католикосата, в юрисдикцию которой входят северная, центральная и юго-западная части Ширакской области Армении. Центром является второй по величине город Армении — Гюмри, церковь Святой Богородицы. Предводителем епархии является архиепископ Микаел Аджапахян.

## История
Провинция Ширак Айраратской области упоминается уже с IV века, как один из самых важных епархиальных престолов Великой Армении. В III — VIII веках епархия действовала во владениях дворянского рода Камсаракан. В период с середины X века до середины XI века в Шираке (в селе Аргина, а затем в городе Ани) находилась резиденция католикоса.
В XX веке произошло отделение от Араратской епархии (6 сентября 1920 года). В 1988 году сформирована новая епархия указом католикоса всех армян Вазгеном I. В 1990 году от епархии отделились Тавуш и часть Лори.  Впоследствии епархия была частично переформирована указом католикоса Гарегина I  от 30 мая 1996 года. 
Катастрофическое воздействие на объекты епархии оказало спитакское землетрясение, произошедшее в декабре 1988 года.

## Церкви и монастыри

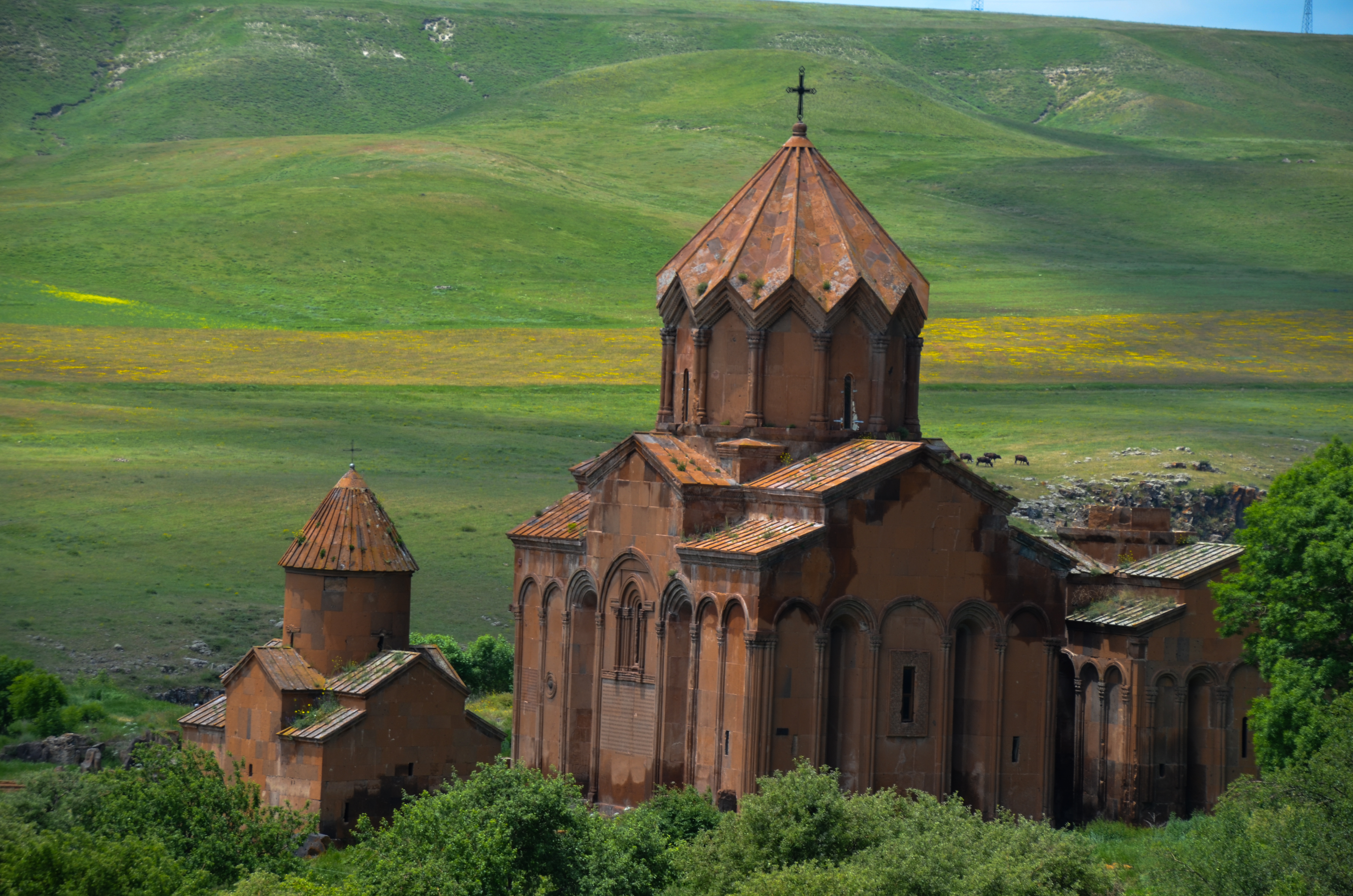
Монастырь Мармашен
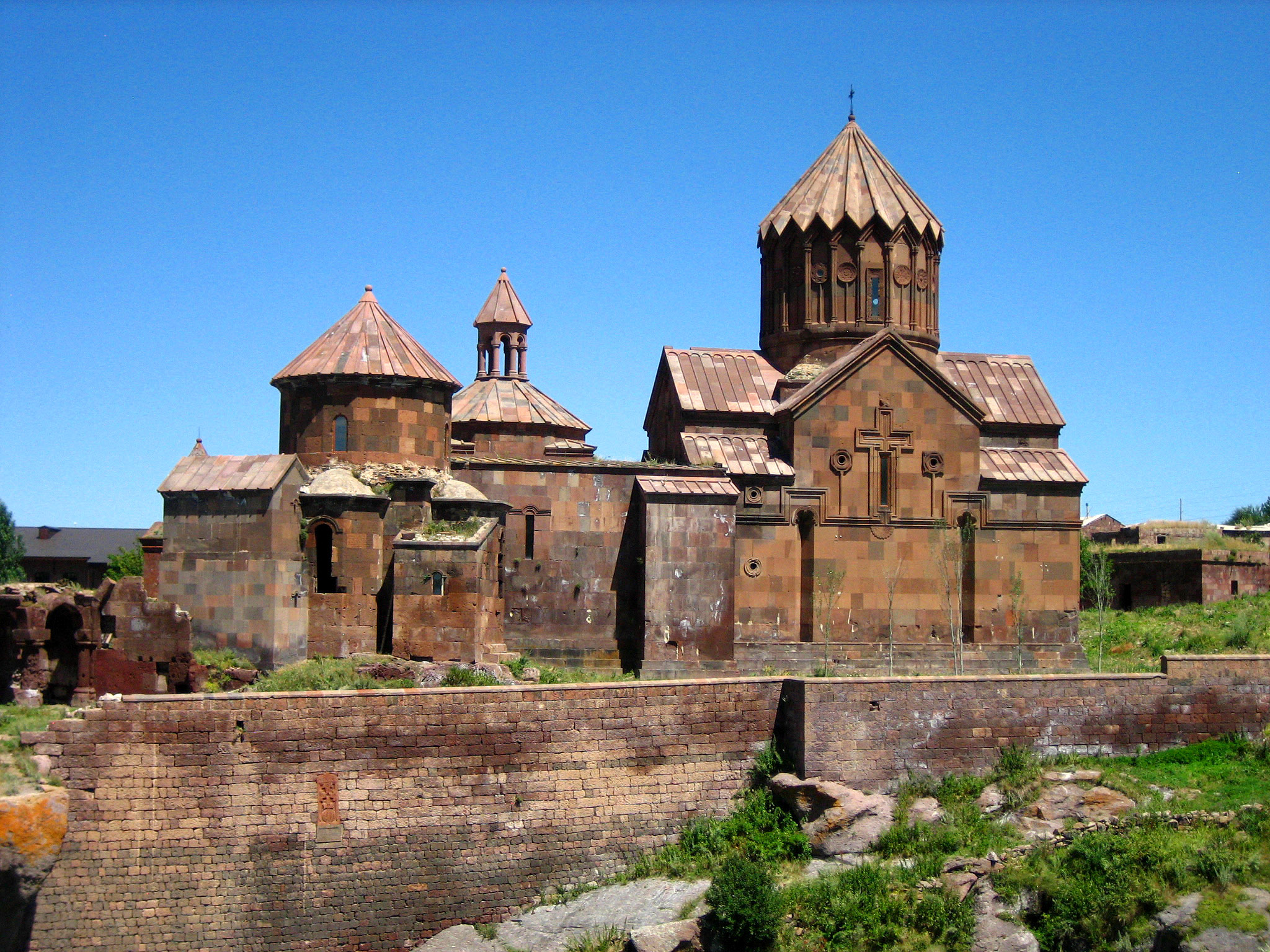
Монастырь Аричаванк
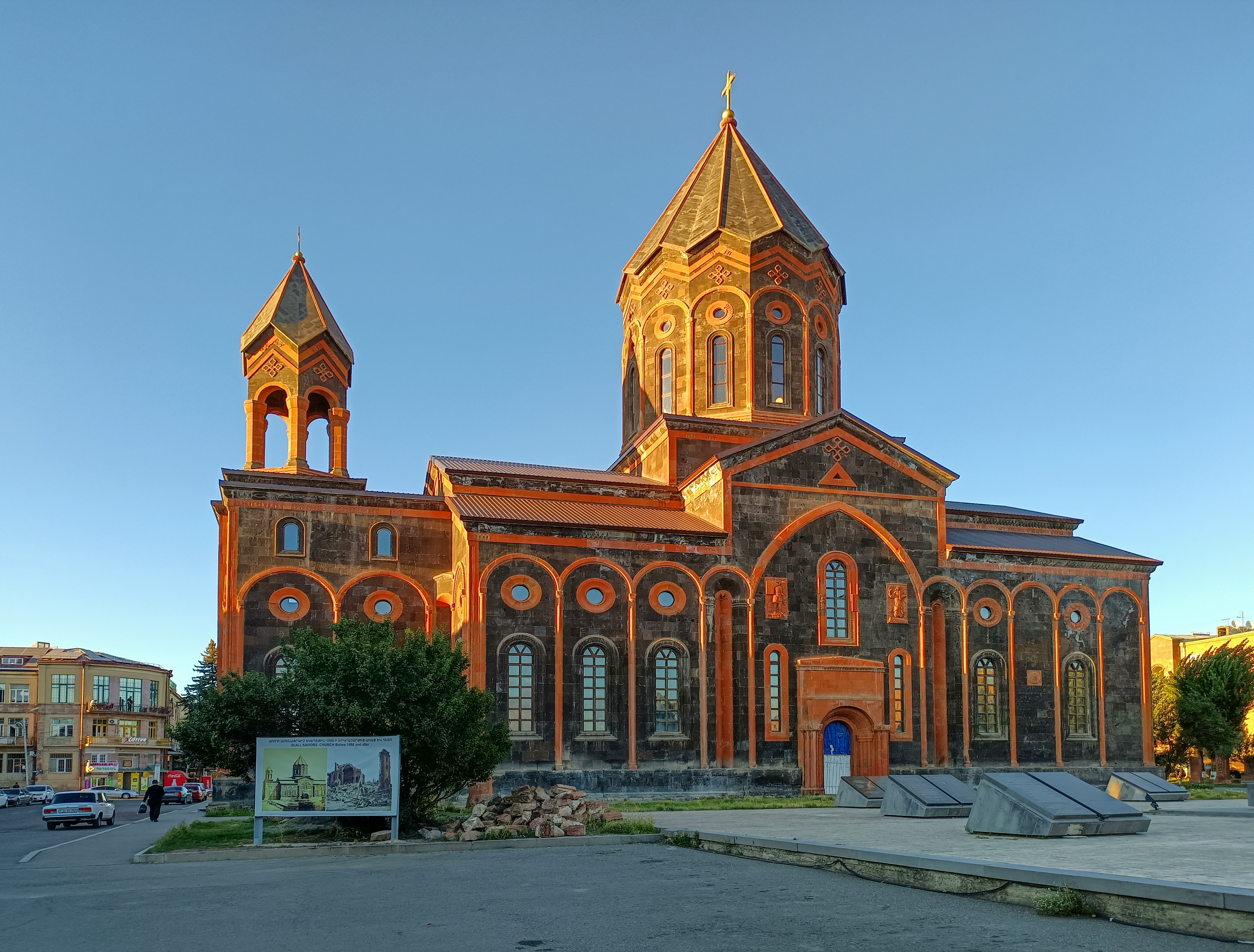
Церковь Святого Спасителя